# Lockheed C-69 Constellation
Lockheed C-69 Constellation là phiên bản quân sự đầu tiên của dòng máy bay Lockheed Constellation. Bay lần đầu năm 1943, chỉ có 22 chiếc được chế tạo cho Không quân Lục quân Hoa Kỳ. Hầu hết số C-69 được chế tạo sau đó hoán cải thành máy bay chở khách dân dụng dưới tên gọi mới là L-049.

## Biến thể
XC-69
C-69
C-69A
C-69B
C-69C
C-69D
XC-69E

## Tính năng kỹ chiến thuật (C-69)

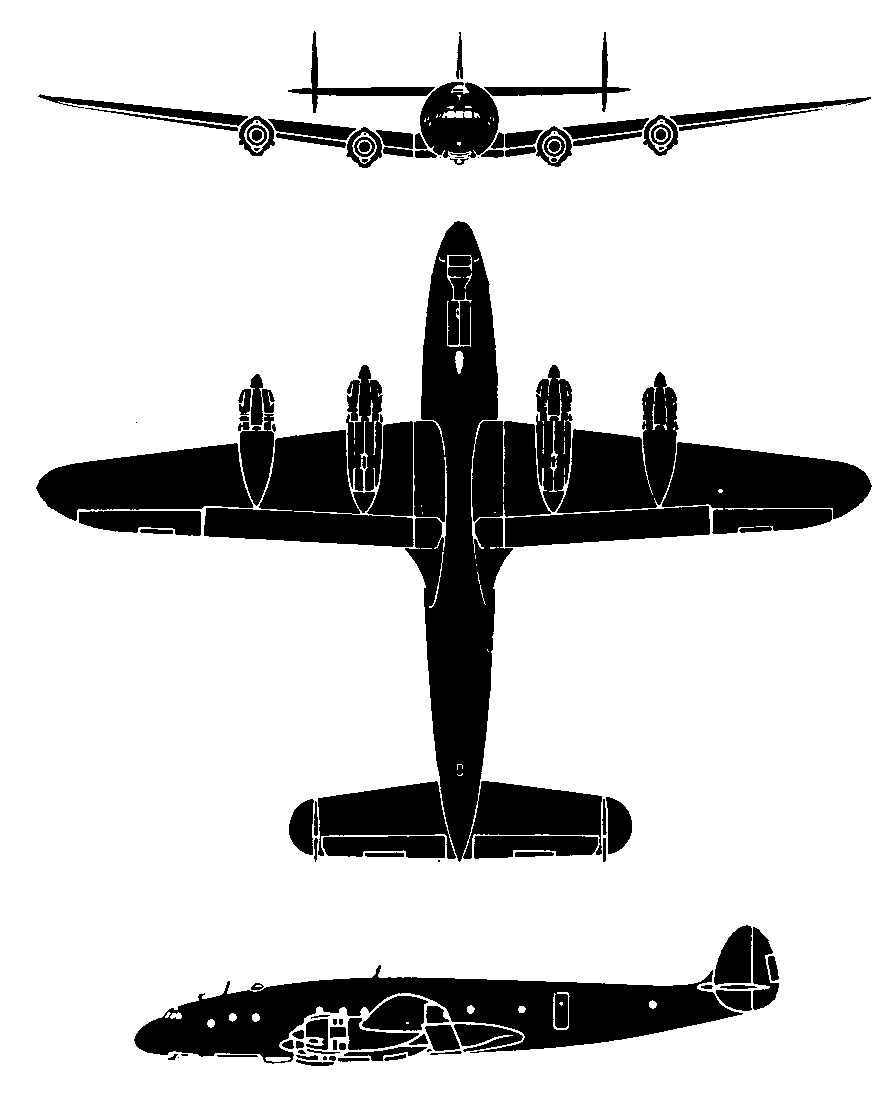

Dữ liệu lấy từ Lockheed Constellation:From Excalibur to Starliner. and Dave's Warbirds.com 
Đặc điểm tổng quát
- Kíp lái: 4
- Chiều dài: 95 ft 2 in (29,01 m)
- Sải cánh: 123 ft (37,49 m)
- Chiều cao: 22 ft 5 in (6,83 m)
- Diện tích cánh: 1.650 sq ft (153,29 sq m)
- Trọng lượng rỗng: 50.000 lbs (22.679,6 kg)
- Trọng lượng cất cánh tối đa: 72.000 lbs (32.658,7 kg)
- Động cơ: 4 × Wright R-3350-35 Cyclone 18, 2.200 hp (1.640.539,72 watt)  mỗi chiếc
- Cánh quạt: 3 , 4 mỗi động cơ

 Hiệu suất bay 
- Vận tốc cực đại: 330 mph trên độ cao 10.000 ft (531,08 km/h trên độ cao 3,048 km)
- Vận tốc hành trình: 227 mph (503,72 km/h)
- Tầm bay: 2.400 mi (3.862 km)
- Trần bay: 25.030 ft (7,62914 km)